# Niégo
Cet article concerne le village chef-lieu. Pour le département et la commune rurale, voir Niégo (département).
Niégo est un village du département et la commune rurale de Niégo, dont il est le chef-lieu, situé dans la province de l’Ioba et la région du Sud-Ouest au Burkina Faso.

## Géographie

### Démographie
- En 2006, le village comptait 1 879 habitants dont 52,1 % de femmes[1].

## Santé et éducation
Le village accueille un centre de santé et de promotion sociale (CSPS) tandis que le centre médical (CM) le plus proche dans la province se trouve à Dissin et celui avec antenne chirurgicale (CMA) est a Dano.